# Aminy aromatyczne
Aminy aromatyczne – związki chemiczne, w których grupa aminowa jest przyłączona bezpośrednio do pierścienia aromatycznego. Jedną z najważniejszych amin aromatycznych jest anilina.
Zobacz też: aminy alifatyczne